# Articulació metatarsofalàngica
Les articulacions metatarsofalangiques (MTTF) són les articulacions entre els ossos metatarsians (del peu) i els ossos proximals (falanges proximals) dels dits dels peus. Són unions condílies, el que significa que una superfície el·líptica o arrodonida (dels ossos metatarsians) s'aproxima a una cavitat poc profunda (de les falanges proximals).
Els lligaments són el plantar i dos col·laterals.